# He Wenna
He Wenna (chiń. 何雯娜; pinyin Hé Wénnà; ur. 19 stycznia 1989 w Longyan) — chińska gimnastyczka, mistrzyni olimpijska.
Najważniejszym osiągnięciem zawodniczki jest złoty medal podczas igrzysk olimpijskich w Pekinie w konkurencji skoków na trampolinie. Wielokrotna mistrzyni świata.

## Osiągnięcia
| Rok  | Zawody               | Miasto | Miejsce | Konkurencja              |
| ---- | -------------------- | ------ | ------- | ------------------------ |
| 2008 | Igrzyska olimpijskie | Pekin  | 1.      | Trampolina indywidualnie |
| 2012 | Igrzyska olimpijskie | Londyn | 3.      | Trampolina indywidualnie |